# Нурлыев, Аннанур
Аннанур Нурлыев (туркм. Аннанур Нурлыев, 1920 год — 1983 год) — бригадир колхоза «Совет Туркменистаны» Ашхабадского района Туркменской ССР. Герой Социалистического Труда (1966). Заслуженный ирригатор Туркменской ССР (1967).

## Биография
Родился в 1920 году в одном из населённых пунктов современного Рухабатского этрапа.
Трудовую деятельность начал в 1938 году в местном колхозе.
Участвовал в Великой Отечественной войне. Во время одного из сражений получил серьёзное ранение и после излечения демобилизовался в 1944 году.
После возвращения на родину стал работать хлопководом в колхозе «Совет Туркменистаны» Ашхабадского района. В 1949 году вступил в КПСС. Позднее был назначен бригадиром хлопководческой бригады.
Бригада Аннаура Нурлыева досрочно выполнила задания семилетки по сбору хлопка-сырца. Указом Президиума Верховного Совета СССР от 30 апреля 1966 года «за успехи, достигнутые в увеличении производства и заготовок хлопка-сырца» удостоен звания Героя Социалистического Труда с вручением ордена Ленина и золотой медали «Серп и Молот».
Скончался в 1983 году.